# Kalmosaari (ö i Uleåborg, Hirvaskoski)
Kalmosaari är en ö i Finland. Ordet kalmosaari hänvisar antagligen att ön har varit begravningsplats. Ön ligger i Ijo älv och i Piukkalansuvanto i Siuruanjoki i den ekonomiska regionen  Uleåborg och landskapet Norra Österbotten, i den centrala delen av landet, 600 km norr om huvudstaden Helsingfors. Öns area är 0,4 hektar och dess största längd är 190 meter i sydöst-nordvästlig riktning.